# Chaka (köpinghuvudort i Kina, Qinghai Sheng, lat 36,79, long 99,07)
Chaka (kinesiska: 茶卡镇) är en köpinghuvudort i Kina. Den ligger i provinsen Qinghai, i den nordvästra delen av landet, omkring 240 kilometer väster om provinshuvudstaden Xining. Antalet invånare är 4 123. Befolkningen består av 1 706 kvinnor och 2 417 män. Barn under 15 år utgör 14,0 %, vuxna 15-64 år 83 %, och äldre över 65 år 2,0 %.
Runt Chaka är det mycket glesbefolkat, med 4 invånare per kvadratkilometer. Det finns inga andra samhällen i närheten. Trakten runt Chaka består i huvudsak av gräsmarker.
Genomsnittlig årsnederbörd är 300 millimeter. Den regnigaste månaden är juli, med i genomsnitt 84 mm nederbörd, och den torraste är december, med 1 mm nederbörd.